# 武官令
武官令（ぶかんれい）とは、武官の試験及び任免、給与、服務を定めた満州国の法令。
文官の文官令に準じた内容で、将校になるためには、新京の軍官学校（モンゴル族については、興安軍官学校）に入学する必要があった。

## 構成
- 第1編 総則 
  - 第1章 服務紀律
  - 第2章 通則
- 第2編 各則 
  - 第1章 服役
  - 第2章 補充
  - 第3章 官等及進級
  - 第4章 給与
  - 第5章 服忌及賜暇
  - 第6章 分限
- 附則